# Мерс
Мерс (нім. Moers) — місто Німеччини, районний центр, ганзейське місто, розташоване в землі Північний Рейн — Вестфалія.
Підпорядковане адміністративному округу Дюссельдорф. Входить до складу району Везель. Населення становить 105 506 осіб (на 31 грудня 2010 року). Займає площу 67,68 км ². Офіційний код — 05 1 70 024.

## Відомі уродженці та жителі
- Фрідріх-Вільгельм Круммахер (1796–1868) — богослов Реформації
- Крістіан Ергофф (1982) — хокеїст

## Міста-побратими
- Мезон-Альфор,  Франція

## Фотографії

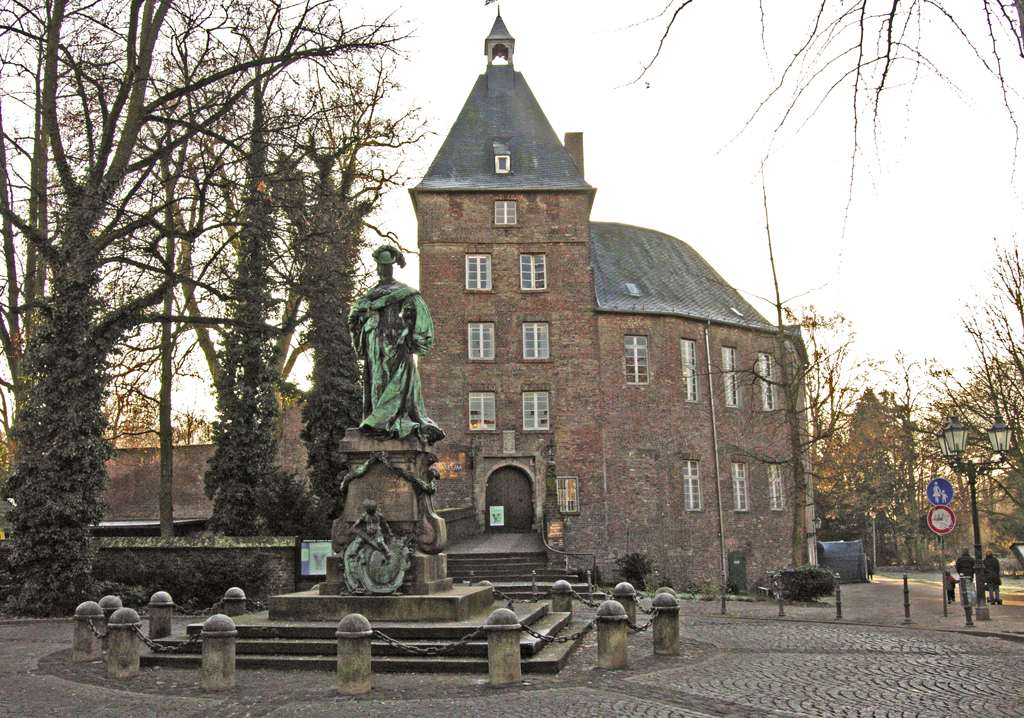
Замок
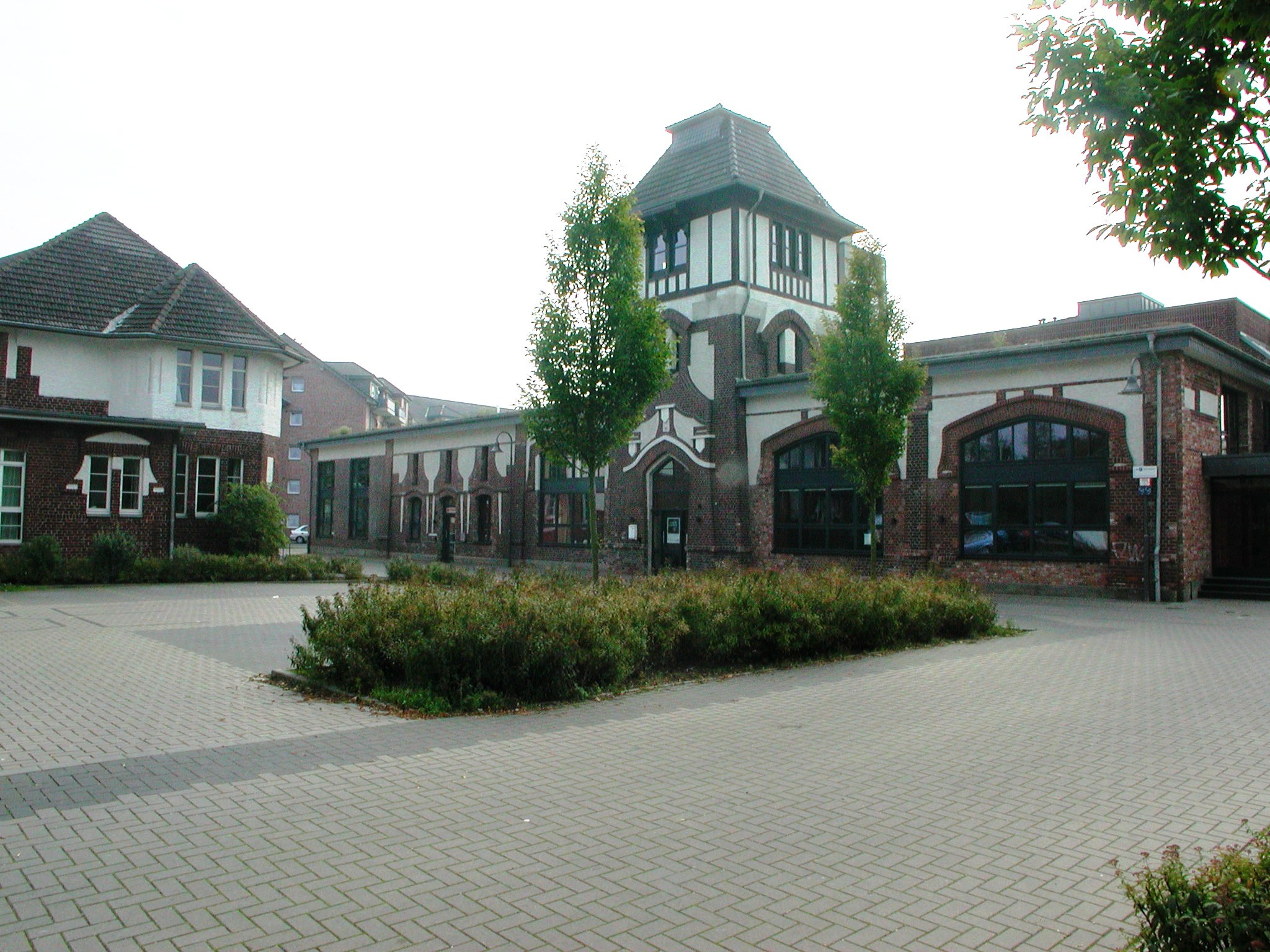
Стара бійня, побудована в стилі модерн
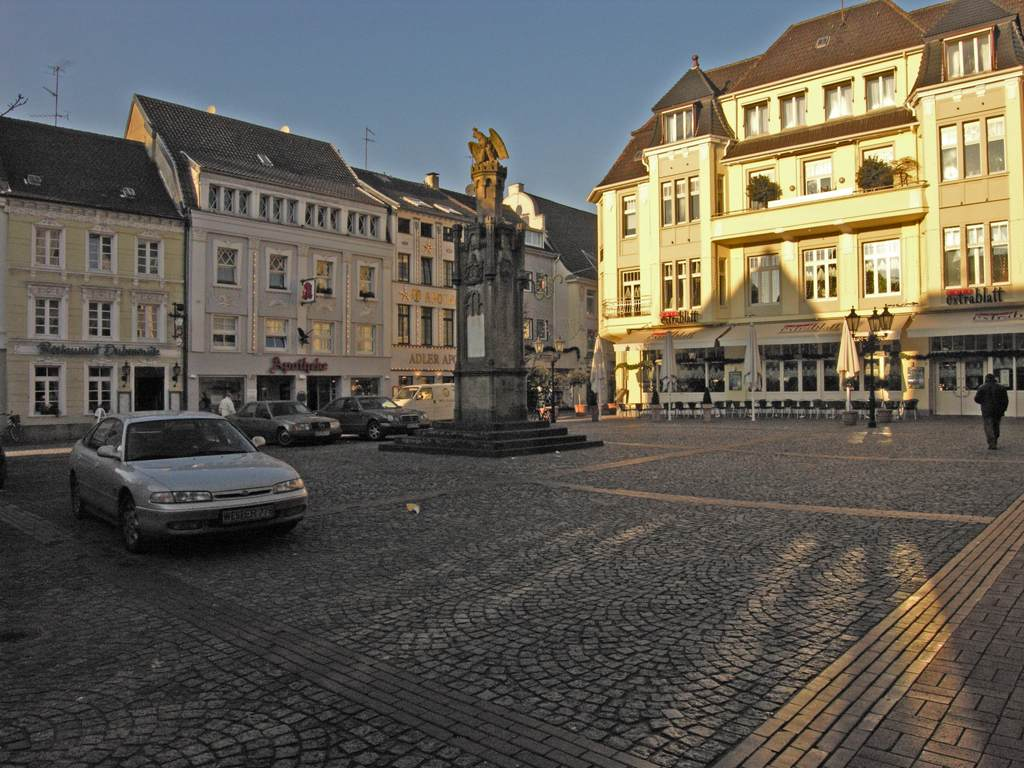
Альтмаркт. Центр міста Мерс
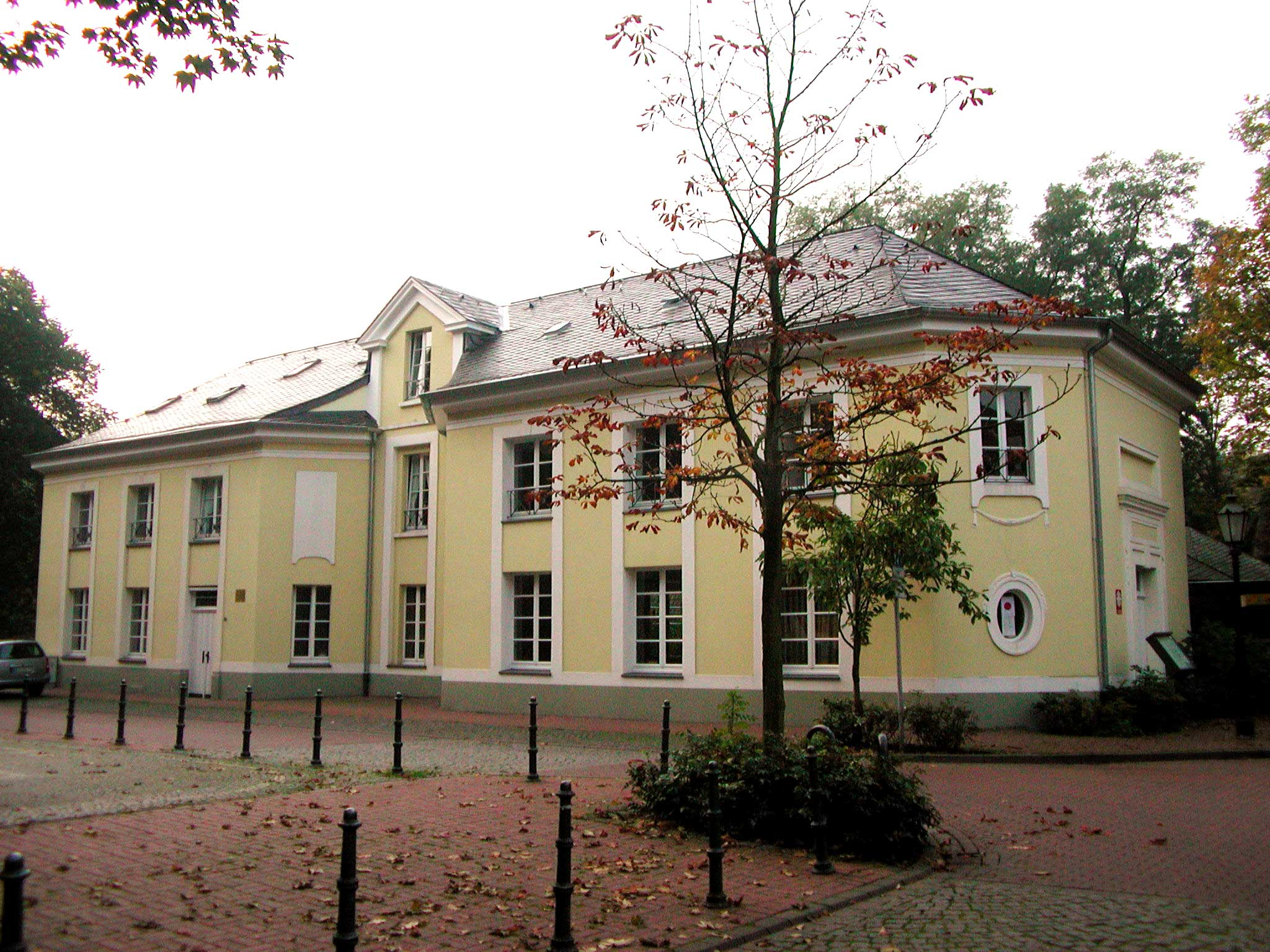
«Плебанія» католицького храму в Мерсі біля замку (нині дитячий садок)